# 리틀 윌리
리틀 윌리(Little Willie)는 영국의 마크 1 전차의 프로토타입이다. 리틀 윌리는 Landship Committee의 요청으로, 1915년 가을에 제작된 이 전차는 역사상 최초로 완성된 프로토타입 전차였다. 리틀 윌리는 현존하는 가장 오래된 전차이며 영국 보빙턴 전차 박물관에서 가장 유명한 작품 중 하나로, 그곳에 전시되어 있다.

## 전신
리틀 윌리의 전신은 1915년 7월, Landship Committee에서 2.4m의 참호를 통과할 수 있는 전투 차량에 대한 제1차 세계 대전 당시, 영국의 해당 요구사항을 충족한 전차였다. 전의 실패한 여러 다른 프로젝트들의 이후 7월 22일, William Foster & Company of Lincoln의 이사인 William Ashbee Tritton은 2개의 궤도를 가진 인 "Tritton Machine"을 개발하는 계약을 맺었다.
리틀 윌리는 8월 11일에 제작이 시작되었다. 5일 뒤인 8월 16일, Tritton은 제작을 돕기 위해 휠이 달린 꼬리를 장착하기로 결정했다. 이후, 9월 9일에는 리틀 윌리의 프로토타입으로 알려졌던 'Number 1 Lincoln Machine'이 Wellington Foundry의 마당에서 첫 테스트를 거쳤다. 그러나 곧 이 프로토타입의 트궤도의 프로파일은 너무 평평하여 회전하는 동안 접지 저항이 과도하다는 것이 곧 알려졌다. 이를 해결하기 위해 서스펜션을 변경하였고, 변경한 서스펜션은 하단의 프로파일을 좀 더 구부러지게 만들었다. 그러나, 또다른 문제가 기다리고 있었는데, 전차가 도랑을 건널때 궤도가 처지고 그로 인해 휠이 궤도와 맞지 않아 움직이지 못했다. 또한, 이 궤도는 전차의 무게, 그러니까 16톤을 지탱할 수 없었다는 큰 문제가 있었다. 그로 인해 Tritton과 Walter Gordon Wilson 는 Balatá belting과 flat wire 로프를 비롯한 여러가지의 대체궤도의 설계를 시도했고, 9월 22일엔, Tritton은 견고하지만 외형적으로는 조잡한 시스템을 고안해냈다. 이로 인해 프레임은 전체적으로 큰 스핀들로 본체에 연결되었다. 그리고 이것은 성공적인 설계였으며, 속도는 제한적이었지만 Mark VIII까지의 모든 제1차 세계 대전의 영국의 전차들에 사용되었다.

## 오늘날
리틀 윌리는 1940년에 파괴되지 않고 전쟁이 끝난 후 후세를 위해 보존되었으며, 오늘날 보빙턴 전차 박물관에 전시되어 있다. 전시된 리틀 윌리는 엔진이 없는 빈 전차이지만, 여전히 일부 내부가 보존되어 있다. 그러나 후방의 스티어링 휠이 장착되어 있지 않고, 우측의 시야 슬릿 주변의 선체 도금에 손상이 있다.